# Harraphidia
Harraphidia is een geslacht van kameelhalsvliegen uit de familie van de Raphidiidae. 
Harraphidia werd voor het eerst wetenschappelijk beschreven door Steinmann in 1963.

## Soorten
Het geslacht Harraphidia omvat de volgende soorten:
- Harraphidia harpyia Steinmann, 1963
- Harraphidia laufferi (Navás, 1915)